# Marimar
A Marimar 1994-es mexikói teleregény, amelyet Inés Rodena alkotott, a „María-trilógia” második része. A főbb szerepekben Thalía Eduardo Capetillo, Miguel Palmer, Alfonso Iturralde, Guillermo García Cantú és Chantal Andere látható.
Mexikóban a Canal de las Estrellas sugározta 1994. január 31-e és augusztus 26-a között, Magyarországon a TV2 1999-ben. A Marimar az 1977-es mexikói La venganza („A bosszú”) című sorozat feldolgozása, amelyben Helena Rojo és Enrique Lizalde alakították a főszereplő párost. A legutóbbi remake a 2013-as Maricruz telenovella, amelyet 2014 januárjában tűzött műsorra a Tv2 csatorna.

## Összefoglaló
Marimar nagyszülei védelmével és kutyusa, Bolhás társaságában egy szerény kunyhóban élt a tenger partján. Egy nap Sergio, aki a parton sétáltatta a lovát, megismerkedik vele, és a parti szépség felkelti a figyelmét. A családja elleni bosszúként feleségül veszi Marimart, és magával viszi a házába, ahol mindenki, különösen Sergio mostohaanyja rosszul bánik vele. Rablással és házasságtöréssel vádolják, és így elhitetik Sergióval, hogy el kell hagynia Marimart, aki végül elhagyja őt.
Angélica, (Sergió mostohaanyja) intézőjével felgyújtatja Marimar nagyszüleinek a házát, Marimarnak pedig szakító levelet ír Sergio nevében. A kunyhótűzben Pancho papa és Cruz mama is, életét veszíti. Marimar bosszút esküszik az őt csúnyán megalázó Santibanez család ellen, és a fővárosba utazik új életet kezdeni. A lány egy véletlen folytán apja, Gustavo házában talál állást, ahol kiművelik, és később az apja vállalatának igazgatásában segít, amikor apja megbetegszik. Hamarosan egy kislánynak ad életet, akit nagymamája után Cruznak nevez el. Hatalommal és magas társadalmi pozícióval felruházva Marimar megbosszulja az összes megszégyenítést és bántalmazást, amit Sergio családja követett el ellene, és tönkreteszi őket. Egyszerre az állam kormányzója beleszeret, és megkéri a kezét. A kormányzó lánya Natalia beleszeret Sergióba, és belőle lesz Marimar legádázabb ellensége. Sok viszontagság után Sergio végül felismeri, hogy még mindig Marimart szereti, és „amikor a szív parancsol, mindig, mindig a szerelem parancsol”.

## Szereplők
| Szereplő                                                  | Színész                | Magyar hang        |
| --------------------------------------------------------- | ---------------------- | ------------------ |
| Marimar Pérez / Bella Aldama / María del Mar Aldama Pérez | Thalía                 | Liptai Claudia     |
| Sergio Santibáñez                                         | Eduardo Capetillo      | Bor Zoltán         |
| Angélica Narváez de Santibáñez                            | Chantal Andere         | Földesi Judit      |
| Renato Santibáñez                                         | Alfonso Iturralde      | Konrád Antal       |
| Porres atya                                               | René Muñoz             | Fazekas István     |
| Gustavo Aldama                                            | Miguel Palmer          | Szokolay Ottó      |
| Cruz Olivares de Pérez                                    | Ada Carrasco           | Győri Ilona        |
| Francisco "Pancho" Pérez                                  | Tito Guízar            | Versényi László    |
| Bernardo Duarte                                           | Guillermo García Cantú | Stohl András       |
| Fernando Montenegro kormányzó                             | Ricardo Blume          | Gruber Hugó        |
| Corazón                                                   | Julia Marichal         | Tóth Judit         |
| Esperanza Aldama                                          | Pituka de Foronda      | Kassai Ilona       |
| Natalia Montenegro                                        | Amairani               | Németh Borbála     |
| Mónica de la Colina                                       | Marisol Santacruz      | Orosz Helga        |
| Selva                                                     | Ana Luisa Peluffo      | Andresz Kati       |
| Brenda Icaza                                              | Frances Ondiviela      | Radó Denise        |
| Rodolfo San Genís                                         | Marcelo Buquet         | Schnell Ádám       |
| Alina                                                     | Serrana                | Hámori Eszter      |
| Perfecta                                                  | Marta Zamora           | Benkő Márta        |
| Jesús "Chuy" López                                        | Luis Gatica            | Széles Tamás       |
| Antonieta Narváez de López                                | Kenia Gazcón           | Vándor Éva         |
| Arturo Galván                                             | Daniel Gauvry          | Czvetkó Sándor     |
| Esteban / Rolando Alcázar                                 | Rafael del Villar      | Holl Nándor        |
| Gema                                                      | Nicky Mondellini       | Madarász Éva       |
| Nicandro Mejía / Nazario Mejía                            | Toño Infante           | Pusztaszeri Kornél |
| Josefina                                                  | Martha Ofelia Galindo  | Halász Aranka      |
| Ulises                                                    | Juan Carlos Serrán     | Csuja Imre         |
| Inocencia del Castillo y Corcuera                         | Indra Zuno             | Makay Andrea       |
| Isabel Estrada                                            | Patricia Navidad       | Bertalan Ágnes     |
| Adrián Rosales                                            | Fernando Colunga       | Lux Ádám           |
| "La Cucaracha"                                            | Hortensia Clavio       | Várnagy Katalin    |
| Elena Zavala ügyvéd                                       | Lucero Lander          | Csere Ágnes        |
| Prudencia                                                 | Claudia Ortega         | Huszárik Kata      |
| Pulgoso "Bolhás"                                          | Carlos Becerril        | Balázsi Gyula      |
| Mimi / Fifi                                               | María Fernanda Morales | Riha Zsófi         |
| Ricardo                                                   | Alberto Chávez         | Crespo Rodrigo     |

### Magyar változat
- Magyar szöveg: Nagy Éva
- Szinkronrendező: Kozma Mari

A szinkront a Mikroszinkron készítette.

## Érdekességek
- A sorozat rendezője, Beatriz Sheridan játszott az 1977-es verzióban, ott ő alakította az Angelicának megfelelő gonosz karaktert.
- Thalía és Fernando Colunga később együtt játszottak a Maria című telenovellában is, ott ők alakították a főszereplő párost.
- A sorozatban Bolhás (Pulgoso) kutyán kívül más kutya is "beszél", Mimi és Fifi a két uszkár szuka, akik állandóan Bolhás miatt marakodnak egymással.
- Chantal Andere - aki a sorozat főgonoszát, Angelicát alakította - a sorozat főcímében csak Chantal néven volt látható.
- Fernando Colunga, Chantal Andere, Meché Barba, Tito Guizar és	René Muñoz később együtt szerepelt a Paula és Paulinában.
- Miguel Plamer, Fernando Colunga, Meché Barba és René Muñoz később együtt szerepelt a Maríában.